# Thomas de Jesus Fernandes

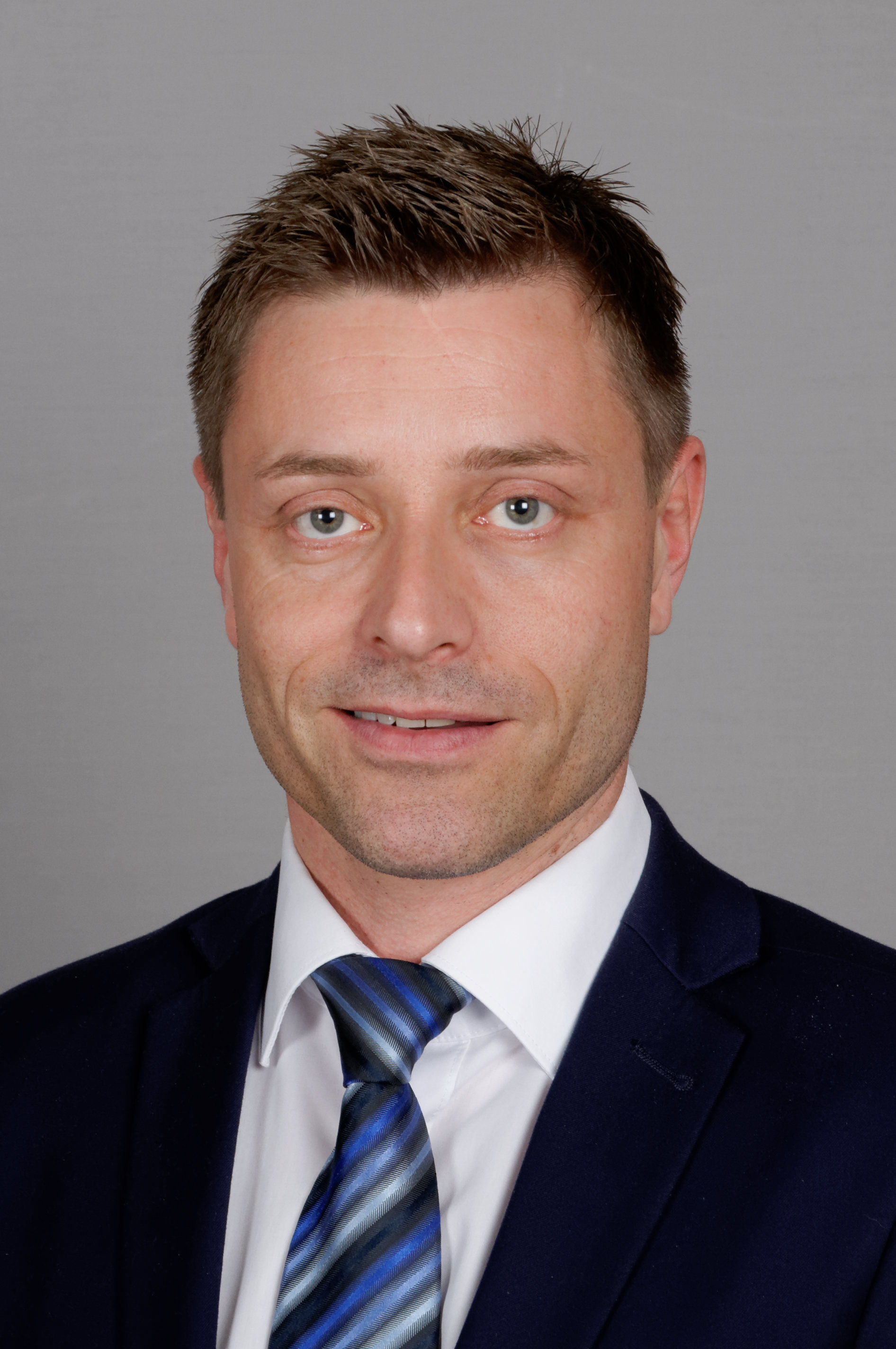
Thomas de Jesus Fernandes 2017

Thomas de Jesus Fernandes (* 22. Oktober 1974 in Schwerin) ist ein deutscher Politiker und Mitglied der AfD. Seit 2016 ist er Mitglied des Landtages, Sozialpolitischer Sprecher, Sportpolitischer Sprecher, Medienpolitischer Sprecher sowie seit 2019 stellvertretender Fraktionsvorsitzender der AfD-Fraktion Mecklenburg-Vorpommern.

## Leben
De Jesus Fernandes ist ausgebildeter Hochbaufacharbeiter und arbeitete als Maurer. Er gründete später sein eigenes Unternehmen im Gerüstbau, das er bis 2012 führte. Von 2012 bis 2016 war er als Büroleiter tätig.
Ende 2015 stellte das Finanzamt Schwerin einen Insolvenzantrag gegen ihn, der jedoch vom zuständigen Amtsgericht mangels Masse abgewiesen wurde.
Jesus Fernandes lebt seit 2008 in einer eingetragenen Lebenspartnerschaft. Er wohnt gemeinsam mit seinem aus Brasilien stammenden Partner in Schwerin.

## Politik
De Jesus Fernandes ist seit 2013 Mitglied der AfD. In der Zeit von 2014 bis März 2017 war er Kreisvorsitzender des AfD-Kreisverbandes Mecklenburg-Schwerin. In dieser Zeit war er ebenfalls Mitglied des Kreistages von Ludwigslust-Parchim. Nach den Landtagswahlen wurde De Jesus Fernandes am 4. Oktober 2016 Mitglied des Landtages von Mecklenburg-Vorpommern und Sprecher der AfD-Fraktion für Soziales, Sport, Tourismus und Medien. Seit Mai 2019 ist er zudem Mitglied der Stadtvertretung Schwerin.
Im Verlauf der innerparteilichen Auseinandersetzungen vor dem Essener Parteitag der AfD im Juli 2015 geriet de Jesus Fernandes, der zum rechten Rand der Partei gezählt wird, erstmals in die Schlagzeilen: Im April des Jahres veröffentlichte er einen Aufruf zum Boykott des deutschen Einzelhandelskonzerns Rewe als Hauptsponsor des 1. FC Köln. Von diesem verlangte er eine Entschuldigung für das Verhalten zweier Fans eben jenes Fußballclubs dem damaligen AfD-Chef Bernd Lucke gegenüber. Nur vier Wochen später bezog Jesus Fernandes dann auf Seiten des Flügels um Frauke Petry Position und agitierte gegen den Parteigründer Lucke und Hans-Olaf Henkel.
Ebenfalls im Frühjahr war de Jesus Fernandes Mitbetreiber einer anonym verfassten Beschlussvorlage zum seinerzeit anstehenden Bundesparteitag, in der u. a. „die politisch-bürokratische und rechtliche Förderung bzw. die aktive massenmediale Werbung für Empfängnisverhütung, Abtreibung und homosexuelles Verhalten“ als „unvereinbar mit den vitalen Interessen der Deutschen“ bezeichnet wird, und verbreitete ihren polemisierenden Text weiter. Unter anderem wurde im Antrag auch die Streichung von Gleichstellungs- und Antidiskriminierungsgesetzen sowie aller Stellen für Gleichstellungsbeauftragte und Lehrstühle für Gender Studies gefordert. Als Reaktion darauf sprach das „schwul-lesbische Kommunikations- und Beratungszentrum“ in Schwerin demonstrativ ein Hausverbot gegenüber dem bekennenden Homosexuellen aus.
Mit einer im Wahlkampf zur Landtagswahl in Mecklenburg-Vorpommern 2016 mit Blick auf das Alter des 67-Jährigen Ministerpräsidenten und SPD-Spitzenkandidaten Erwin Sellering in einer Pressemitteilung geäußerten pauschalierenden Provokation deklassierte de Jesus Fernandes sich, nach Ansicht des Vorsitzenden des DGB-Bezirks Nord, selbst. Bei der Wahl am 4. September 2016 errang de Jesus Fernades dann als zehntplatzierter der Landesliste der AfD ein Mandat als Abgeordneter im Landtag Mecklenburg-Vorpommern.
Im März 2020 wurde de Jesus Fernandes von einer Landtagssitzung ausgeschlossen, nachdem er in einer Debatte zur ZDF-Rundfunkratsbesetzung die Berichterstattung zum Anschlag von Hanau kritisiert und behauptet hatte, den anderen Parteien seien die Morde kurz vor der Hamburg-Wahl zupassgekommen, um daraus politisches Kapital zu schlagen. SPD-Fraktionschef Thomas Krüger sprach von einer „menschenverachtende[n] Unterstellung“. De Jesus Fernandes habe versucht, die Opfer eines rassistisch motivierten Mordanschlages zu instrumentalisieren und sie ihrer Würde zu berauben. Die Sanktion des Sitzungsausschlusses spiegele in keiner Weise die Ungeheuerlichkeit der Aussagen von de Jesus Fernandes wider.
De Jesus Fernandes wurde bisher drei Mal Opfer von vermutlich politisch motivierten Anschlägen. Es handelte sich dabei um Sachbeschädigungen an seinem Wohnsitz, gelöste Radbolzen an seinem PKW und Sachbeschädigungen an seinem Wahlkreisbüro.

### Parlamentarischer Untersuchungsausschuss
Im Oktober 2017 wurde de Jesus Fernandes Mitglied im Gremium des auf Antrag der AfD-Fraktion eingesetzten Parlamentarischen Untersuchungsausschusses im Landtag Schwerin, „der die Förderstruktur, das Förderverfahren und die Zuwendungspraxis für Zuschüsse aus Landesmitteln sowie die Verwendung dieser Landesmittel durch die in dem Verein LIGA der Spitzenverbände der Freien Wohlfahrtspflege in Mecklenburg-Vorpommern e. V. zusammengeschlossenen Spitzenverbände im Zeitraum von 2010 bis 2016 klären soll“. Bereits 2018 forderte er den Beschluss eines Wohlfahrtsfördergesetzes, das später durch einen Gesetzesentwurf der Landesregierung am 30. Oktober 2019 im Landtag eine Mehrheit fand. Zu dem Gesetzesentwurf äußerte sich de Jesus Fernandes am 2. Oktober wie folgt: Die Verpflichtung zur Transparenz ergehe erst ab einer Einzelförderungshöhe von 25.000 Euro. [...] Zudem müssten lediglich die Landesverbände von AWO, DRK und Co. ihre Mittel offenlegen. Die meisten Fördermittel würden aber direkt an die vielen Kreisverbände in kleineren Summen ausgereicht. [...] Gerade hier fließen die meisten Fördermittel hinein und dort spielt sich auch der Geschäftsbetrieb ab.
Ende 2019 stellten de Jesus Fernandes und die AfD-Fraktion im Landtag eine Strafanzeige gegen den ehemaligen Landesvorsitzenden der Arbeiterwohlfahrt in Mecklenburg-Vorpommern, Ulf Skodda. Skodda soll vor dem Untersuchungsausschuss mehrere Falschaussagen getätigt haben.
Wie der Nordkurier im Februar 2020 berichtete, bezichtigte de Jesus Fernandes den Untersuchungsausschussobmann Jochen Schulte (SPD), er hätte Informanten aus AWO Kreisen „ans Messer geliefert und mundtot gemacht“. Zudem erhob er den Vorwurf, Schulte hätte als Ausschussvorsitzender eine vollständige Aufklärung des Skandals verhindert, indem er anonyme Hinweise über angeblich dubiose Beraterverträge dem Geschäftsführer der AWO Rostock Matthias Siems zugespielt habe. Schulte bestritt diese Vorwürfe. De Jesus Fernandes forderte im Zuge dessen eine Abberufung Schultes als Obmann des parlamentarischen Untersuchungsausschusses.

### Bekanntwerden von Chatprotokollen
Im August 2017 wurden Protokolle eines Chats unter AfD-Mitgliedern bekannt, unter denen auch Thomas de Jesus Fernandes war. In diesen Protokollen, deren Veröffentlichung zum Rücktritt von AfD-Vizefraktionschef im Landtag Mecklenburg-Vorpommern Holger Arppe führte, antwortete de Jesus Fernandes Arppe auf dessen Beitrag „Ich kann mir jetzt erklären, warum Revolutionen immer so blutig verliefen. Da muss man einfach ausrasten und erstmal das ganze rotgrüne Geschmeiß aufs Schafott schicken. Und dann das Fallbeil hoch und runter, dass die Schwarte kracht!“ mit den Worten „Du weißt aber schon das dieses Rotgrüne Geschmeiß trotz ihrer Abartigkeit nur willfähige Erfüllungsgehilfen sind.“ (sic)
Auf eine andere Eingabe seitens Arppe: „Er glaubt, dass es fast schon zu spät ist, da der Organisationsvorsprung der Linken kaum noch aufzuholen ist. Und wenn jetzt auch noch die AfD scheitert, dann ist es eben gut, wenn man einen Schrank voller Gewehre und ne Munitionskiste in der Garage hat.“ antwortete de Jesus Fernandes mit den Worten: „Recht hat er!“
Gegen mehrfache weitere gewaltverherrlichende Phantasien gegen politische Gegner, die von Arppe und anderen Mitgliedern des Chats geäußert wurden, erhob de Jesus Fernandes laut der Protokolle keinen Widerspruch, sondern reagierte nicht.